# Lista över kratrar på Venus
Detta är en lista över kratrar på Venus. Kratrar på Venus har alltid kvinnonamn. De kratrar som är större än 20 km i diameter har namn efter kända kvinnor.

## A

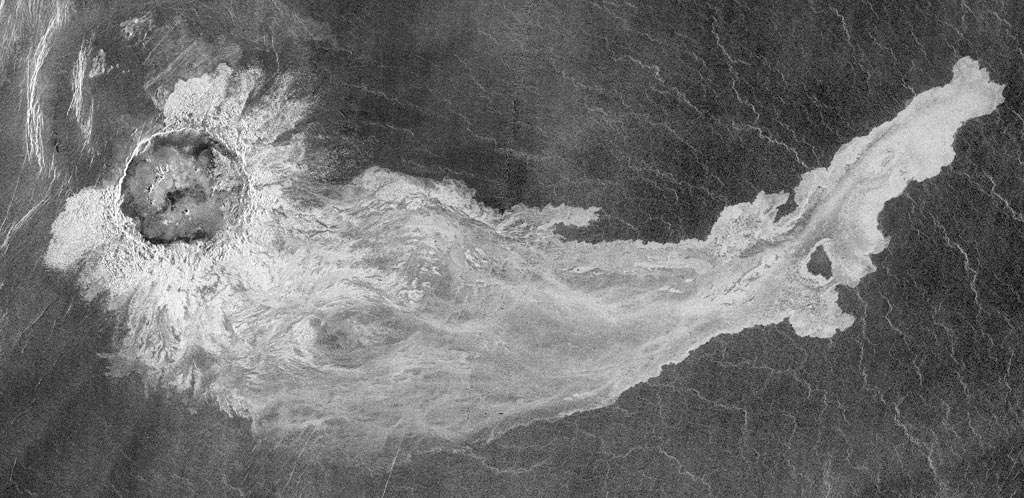
Radarbild över kratern Addams.

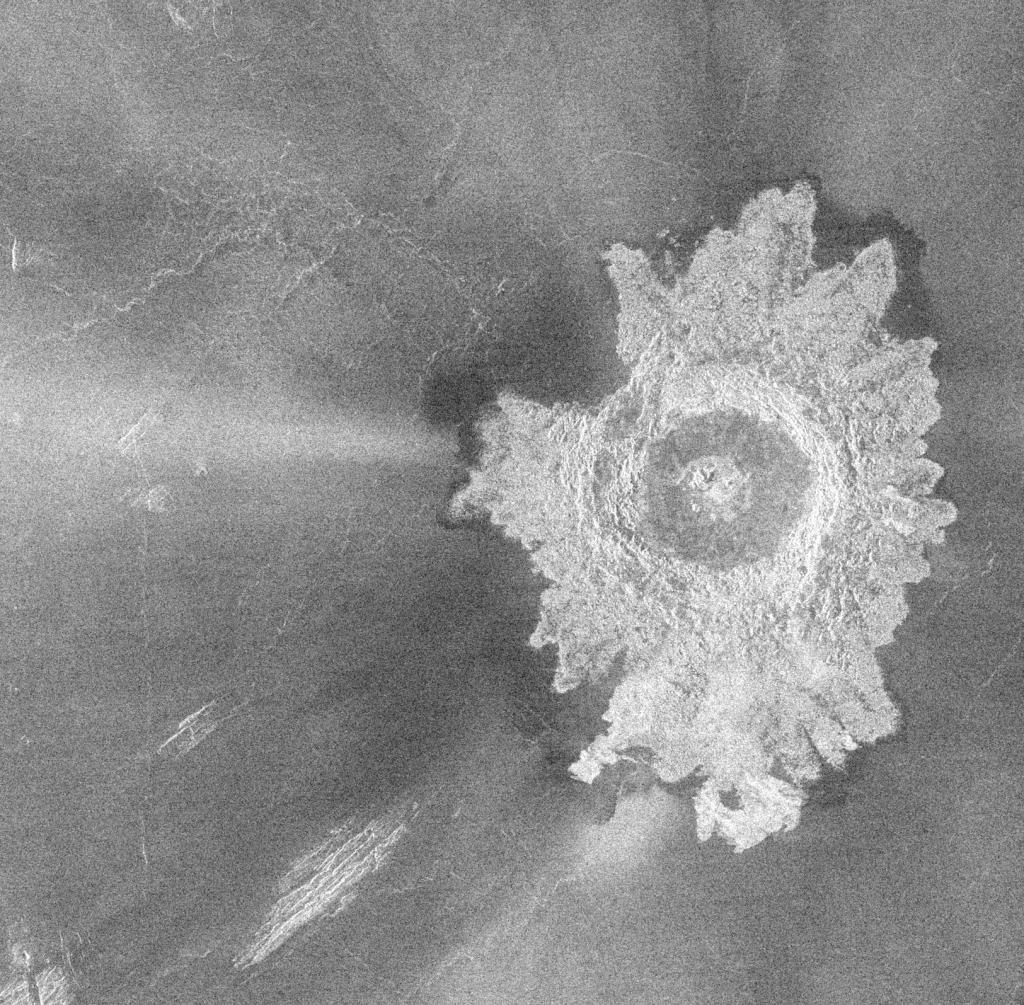
Radarbild över Adivar.

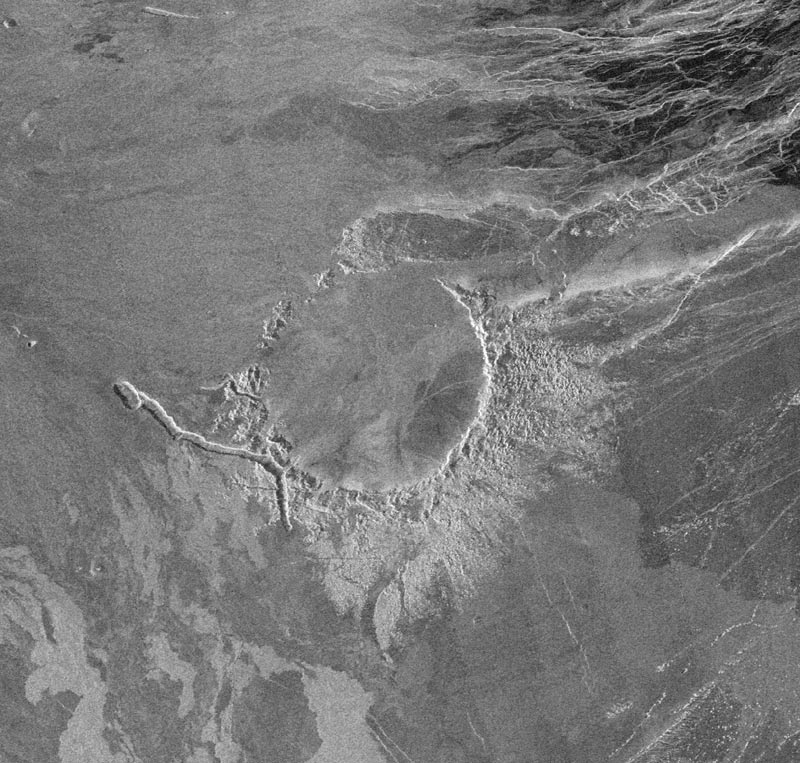
Alcott

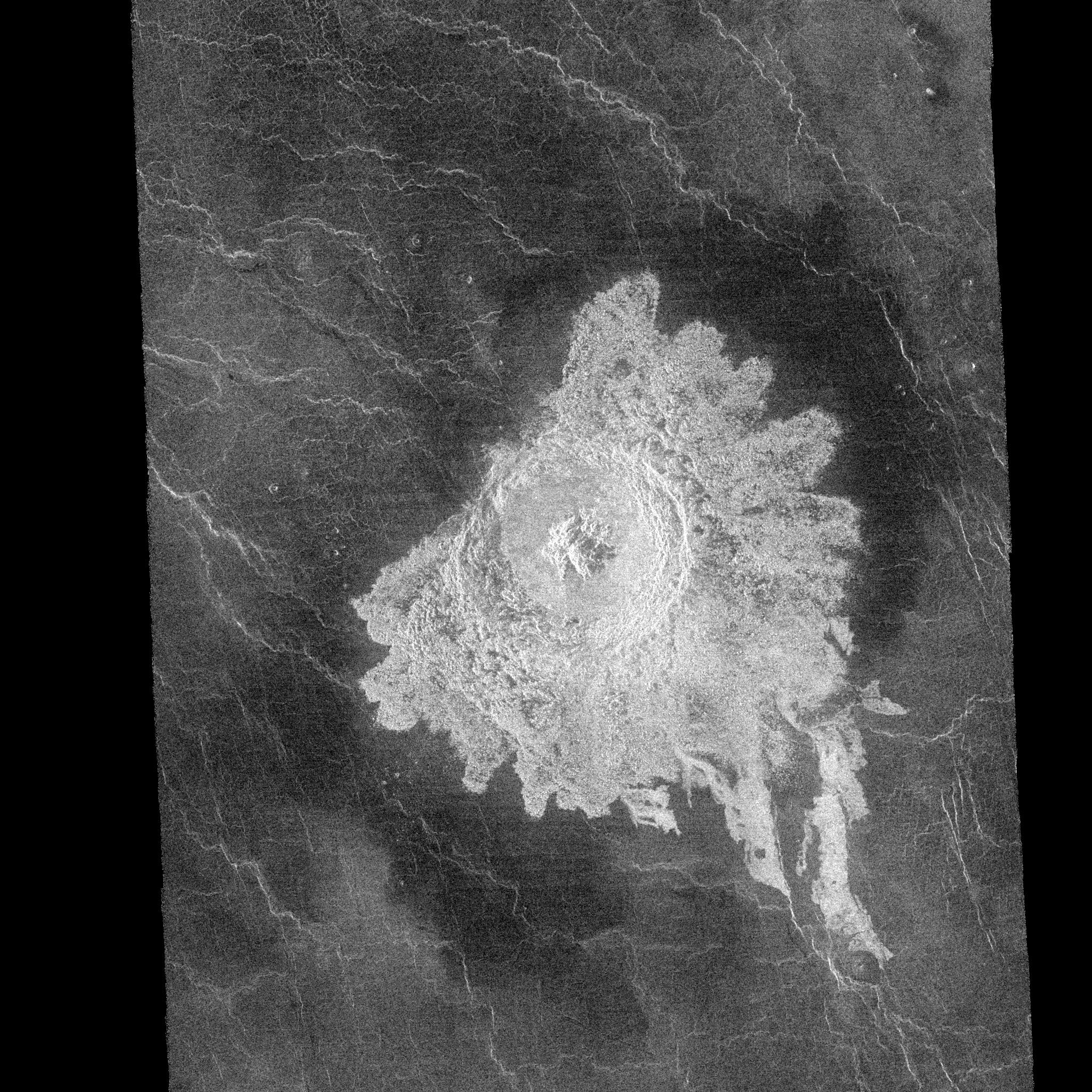
Aurelia

| Namn           | Förklaring                                       |
| -------------- | ------------------------------------------------ |
| Abigail        | Hebreiskt förnamn                                |
| Abika          | Mariskt förnamn                                  |
| Abington       | Frances Abington, engelsk skådespelare           |
| Abra           | Eweskt förnamn                                   |
| Adaiah         | Hebreiskt förnamn                                |
| Adamson        | Joy Adamson, österrikisk naturforskare           |
| Addams         | Jane Addams, amerikansk socialreformator         |
| Adivar         | Halide Edip Adıvar, turkisk författare           |
| Adzoba         | Eweskt förnamn                                   |
| Aethelflaed    | Ethelfleda, drottning av Mercia                  |
| Afiba          | Eweskt förnamn                                   |
| Afiruwa        | Hausaförnamn                                     |
| Aftenia        | Moldaviskt förnamn                               |
| Afua           | Akanskt förnamn                                  |
| Aglaonice      | Aglaonike, antik grekisk astronom                |
| Agnesi         | Maria Agnesi, italiensk matematiker              |
| Agoe           | Eweskt förnamn                                   |
| Agrippina      | Agrippina den äldre, romersk kejsarinna          |
| Ahava          | Hebreiskt förnamn                                |
| Aigul          | Kalmuckiskt förnamn                              |
| Ailar          | Turmenskt förnamn                                |
| Aimee          | Franskt förnamn                                  |
| Aisha          | Kirgisiskt förnamn                               |
| Aita           | Estniskt förnamn                                 |
| Akeley         | Delia Akeley, amerikansk utforskare              |
| Akhmatova      | Anna Achmatova, rysk poet                        |
| Akiko          | Akiko Yosano, japansk poet                       |
| Akosua         | Akanskt förnamn                                  |
| Aksentyeva     | Zinajida Aksentjeva, sovjetisk-ukrainsk astronom |
| Akuba          | Eweskt förnamn                                   |
| Al-Taymuriyya  | 'A'isha at-Taymuriya, egyptisk författare        |
| Alcott         | Louisa May Alcott, amerikansk författare         |
| Alima          | Tatariskt förnamn                                |
| Alimat         | Ossetiskt förnamn                                |
| Alison         | Iriskt förnamn                                   |
| Alma           | Kazakiskt förnamn                                |
| Almeida        | Portugisiskt förnamn                             |
| Altana         | Kalmuckiskt förnamn                              |
| Amalasuntha    | Amalasuntha, ostrogotisk drottning               |
| Amanda         | Latinskt förnamn                                 |
| Amaya          | Carmen Amaya, spansk dansare                     |
| Amenardes      | Amenardes, egyptisk prinsessa                    |
| Aminata        | Mandinkaförnamn                                  |
| Anaxandra      | Anaxandra, grekisk konstnär                      |
| Andami         | Azar Andami, iransk doktor                       |
| Andreianova    | Jelena Andrejanova, rysk ballerina               |
| Anicia         | Anikia, grekisk fysiker och poet                 |
| Annia Faustina | Faustina den yngre, romersk kejsarinna           |
| Antonina       | Ryskt förnamn                                    |
| Anush          | Armeniskt förnamn                                |
| Anya           | Anja, ryskt förnamn                              |
| Ariadne        | Grekiskt förnamn                                 |
| Asmik          | Armeniskt förnamn                                |
| Astrid         | Nordiskt förnamn                                 |
| Audrey         | Engelskt förnamn                                 |
| Aurelia        | Aurelia Cotta, Julius Caesars mor                |
| Austen         | Jane Austen, brittisk författare                 |
| Avene          | Akanskt förnamn                                  |
| Avviyar        | Avviyar, tamilsk författare                      |
| Ayana          | Altaiskt förnamn                                 |
| Ayashe         | Hausaförnamn                                     |
| Ayisatu        | Fulaniskt förnamn                                |

## B

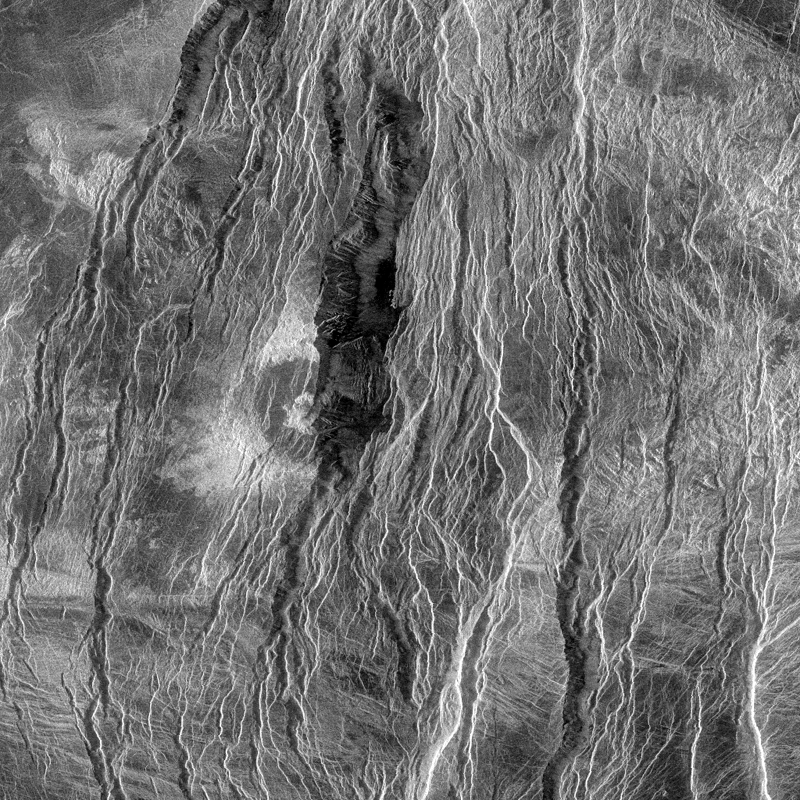
Kratern Balch.

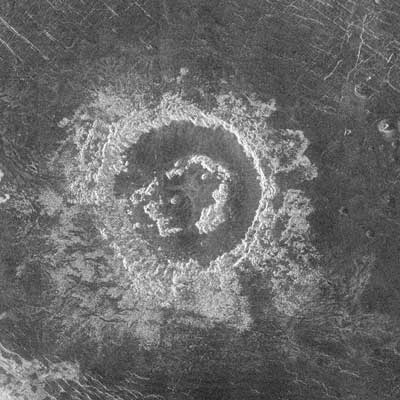
Kratern Barton.

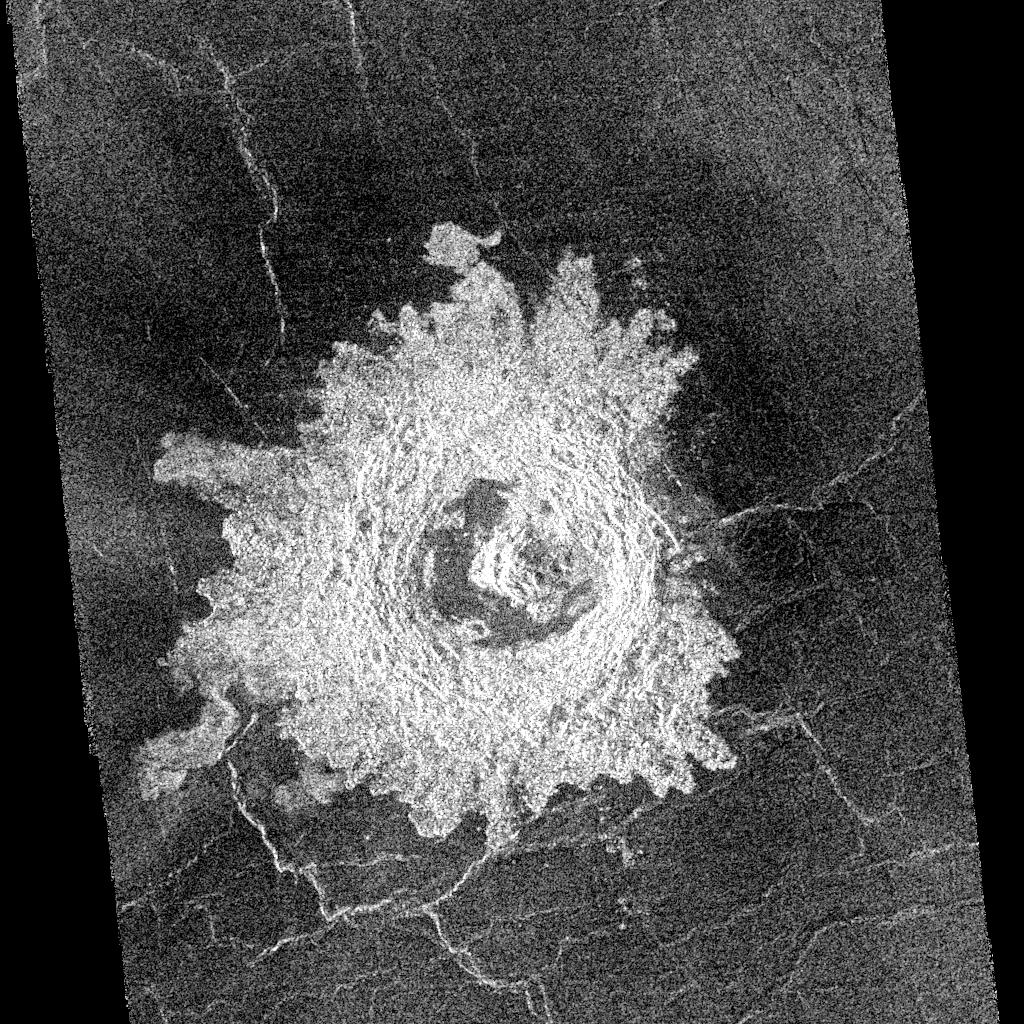
Buck.

| Namn          | Förklaring                                                       |
| ------------- | ---------------------------------------------------------------- |
| Bachira       | Algeriskt förnamn                                                |
| Badarzewska   | Tekla Bądarzewska-Baranowska, polsk kompositör                   |
| Bahriyat      | Kumykiskt förnamn                                                |
| Baker         | Josephine Baker, amerikansk dansare                              |
| Bakisat       | Tjetjenskt förnamn                                               |
| Balch         | Emily Balch, amerikansk ekonom                                   |
| Ban Zhao      | Ban Zhao, kinesisk historiker                                    |
| Baranamtarra  | Baranamtarra, mesopotamisk drottning                             |
| Barauka       | Hausaförnamn                                                     |
| Barrera       | Olivia Barrera, spansk medicinsk författare                      |
| Barrymore     | Ethel Barrymore, amerikansk skådespelare                         |
| Barsova       | Valeria Barsova, sovjetisk sångare                               |
| Barto         | Agnia Barto, sovjetisk poet                                      |
| Barton        | Clara Barton, amerikansk Röda korset-grundare                    |
| Bascom        | Florence Bascom, amerikansk geolog                               |
| Bashkirtseff  | Marie Bashkirtseff, rysk målare och dagboksförfattare            |
| Bassi         | Laura Bassi, italiensk fysiker                                   |
| Bathsheba     | Batseba, hebreisk drottning                                      |
| Batten        | Jean Batten, nyzeeländsk flygare                                 |
| Batya         | Hebreiskt förnamn                                                |
| Beecher       | Catharine Beecher, amerikansk författare                         |
| Behn          | Aphra Behn, brittisk författare                                  |
| Bender        | Heidi Julia Bender, författare                                   |
| Berggolts     | Olga Berggolts, rysk poet                                        |
| Bernadette    | Franskt förnamn                                                  |
| Bernhardt     | Sarah Bernhardt, fransk skådespelare                             |
| Bernice       | Grekiskt förnamn                                                 |
| Berta         | Finskt förnamn                                                   |
| Bette         | Tyskt förnamn                                                    |
| Bickerdyke    | Mary Bickerdyke, amerikansk sjuksköterska                        |
| Bineta        | Mandinkaförnamn                                                  |
| Birute        | Litauiskt förnamn                                                |
| Blackburne    | Anna Blackburne, brittisk biolog                                 |
| Blanche       | Franskt förnamn                                                  |
| Blixen        | Karen Blixen, dansk författare                                   |
| Bly           | Nellie Bly, amerikansk journalist                                |
| Boivin        | Marie Boivin, fransk medicinsk forskare                          |
| Boleyn        | Anne Boleyn, engelsk drottning                                   |
| Bonnevie      | Kristine Bonnevie, norsk biolog                                  |
| Bonnin        | Gertrude Bonnin, även kallad Zitkála-Šá, Lakota socialreformator |
| Boulanger     | Nadia Boulanger, fransk pianist                                  |
| Bourke-White  | Margaret Bourke-White, amerikansk foto-journalist                |
| Boyd          | Louise Boyd, amerikansk utforskare                               |
| Boye          | Karin Boye, svensk författare                                    |
| Bradstreet    | Anne Bradstreet, amerikansk poet                                 |
| Bridgit       | Irländskt förnamn                                                |
| Brooke        | Frances Brooke, kanadensisk författare                           |
| Browning      | Elizabeth Browning, brittisk poet                                |
| Bryce         | Lucy Bryce australisk medicinsk pionjär                          |
| Buck          | Pearl S. Buck amerikansk författare                              |
| Budevska      | Adriana Budevska, bulgarisk skådespelare                         |
| Bugoslavskaya | Jevgenia Bugoslavskaja, sovjetisk astronom                       |

## C
| Namn       | Förklaring                                        |
| ---------- | ------------------------------------------------- |
| Caccini    | Francesca Caccini, italiensk kompositör           |
| Caitlin    | Kymriskt förnamn                                  |
| Caiwenji   | Cai Wenji, kinesisk målare                        |
| Caldwell   | Taylor Caldwell, amerikansk författare            |
| Callas     | Maria Callas, amerikansk sångare                  |
| Callirhoe  | Kallirhoe, grekisk skulptör                       |
| Caroline   | Franskt förnamn                                   |
| Carr       | Emily Carr, kanadensisk konstnär                  |
| Carreno    | Teresa Carreno, venezolansk pianist               |
| Carson     | Rachel Carson, amerikansk biolog                  |
| Carter     | Maybelle Carter, amerikansk sångare               |
| Castro     | Rosalie Castro, spansk poet                       |
| Cather     | Willa Cather, amerikansk författare               |
| Centlivre  | Susannah Centlivre, engelsk skådespelare          |
| Chapelle   | Georgette Chapelle, amerikansk journalist         |
| Chechek    | Tjetjek, tuvinskt förnamn                         |
| Chiyojo    | Chiyojo, japansk poet                             |
| Chloe      | Grekiskt förnamn                                  |
| Cholpon    | Tjolpon, kirgisiskt förnamn                       |
| Christie   | Agatha Christie, engelsk författare               |
| Chubado    | Fulaniskt förnamn                                 |
| Clara      | Latinskt förnamn                                  |
| Clementina | Portugisiskt förnamn                              |
| Cleopatra  | Kleopatra, egyptisk drottning                     |
| Cline      | Patsy Cline, amerikansk sångare                   |
| Clio       | Klio, grekiskt förnamn                            |
| Cochran    | Jacqueline Cochran, amerikansk flygare            |
| Cohn       | Carola Cohn, australisk konstnär                  |
| Colleen    | Iriskt förnamn                                    |
| Comnena    | Anna Komnena, bysantinsk prinsessa och författare |
| Conway     | Lady Anne Finch Conway, engelsk naturvetare       |
| Cori       | Gerty Cori, tjeckisk biokemist                    |
| Corinna    | Korinna, grekisk poet                             |
| Corpman    | Elizabeth Corpman, polsk astronom                 |
| Cortese    | Isabella Cortese, italiensk fysiker               |
| Cotton     | Egenni Cotton, fransk fysiker                     |
| Cunitz     | Maria Cunitz, polsk astronom                      |
| Cynthia    | Cynthia, grekiskt förnamn                         |

## D
| Namn          | Förklaring                                         |
| ------------- | -------------------------------------------------- |
| d'Este        | Isabella d'Este, italiensk adelsdam                |
| Dado          | Fulaniskt förnamn                                  |
| Dafina        | Albanskt förnamn                                   |
| Danilova      | Maria Danilova, rysk balettdansös                  |
| Danute        | Litauiskt förnamn                                  |
| Daphne        | Dafne, grekiskt förnamn                            |
| Darline       | Anglosaxiskt förnamn                               |
| Dashkova      | Jekaterina Dasjkova, rysk filolog                  |
| Datsolalee    | Datsolalee, washoekonstnär                         |
| de Ayala      | Josefa de Ayala, spansk målare                     |
| de Beausoleil | Martine de Beausoleil, fransk forskare             |
| de Beauvoir   | Simone de Beauvoir, fransk författare              |
| de Lalande    | Marie-Jeanne de Lalande, fransk astronom           |
| de Staël      | Anne de Staël, fransk författare                   |
| De Witt       | Lydia De Witt, amerikansk patolog                  |
| Deborah       | Deborah, hebreiskt förnamn                         |
| Defa          | Fulaniskt förnamn                                  |
| Degu          | Adygeiskt förnamn                                  |
| Deken         | Agatha Deken, nederländsk författare               |
| Deledda       | Grazia Deledda, italiensk författare               |
| Delilah       | Hebreiskt förnamn                                  |
| Deloria       | Ella Deloria, siouxantropolog                      |
| Dena          | Litauiskt förnamn                                  |
| Denise        | Denise, förnamn av grekiskt ursprung               |
| Devorah       | Hebreiskt förnamn                                  |
| Devorguilla   | Devorguilla irländsk hjältinna                     |
| Dheepa        | Indiskt förnamn                                    |
| Dickinson     | Emily Dickinson, amerikansk poet                   |
| Dinah         | Hebreiskt förnamn                                  |
| Dix           | Dorothea Dix, amerikansk social aktivist           |
| Dolores       | Dolores, spanskt förnamn                           |
| Domnika       | Moldaviskt förnamn                                 |
| Doris         | Doris, förnamn av grekiskt ursprung                |
| Dorothy       | Dorothy, förnamn av grekiskt ursprung              |
| du Chatelet   | Émilie du Châtelet, fransk matematiker och fysiker |
| Duncan        | Isadora Duncan, amerikansk dansare                 |
| Dunghe        | Kalmuckiskt förnamn                                |
| Durant        | Ariel Durant, amerikansk författare                |
| Duse          | Eleonora Duse, italiensk skådespelare              |
| Dyasya        | Djasia, nganasanskt förnamn                        |

## E
| Namn       | Diameter (km) | Förklaring                                                        |
| ---------- | ------------- | ----------------------------------------------------------------- |
| Edgeworth  | 29,0          | Maria Edgeworth, irländsk författare (1767–1849)                  |
| Edinger    | 33,3          | Tilly Edinger, amerikansk geolog (1897–1967)                      |
| Efimova    | 26,5          | Nina Jefimova, sovjetisk konstnär (1877–1948)                     |
| Eila       | 9,5           | Elia, finskt förnamn                                              |
| Eileen     | 16,1          | irländskt förnamn                                                 |
| Eini       | 5,9           | finskt förnamn                                                    |
| Elena      | 17,6          | Elena, italienskt förnamn                                         |
| Elenora    | 4,5           | tyskt förnamn (variant av Eleanor)                                |
| Elizabeth  | 10,5          | Elizabet, hebreiskt förnamn                                       |
| Ellen      | 14,6          | Ellen, tyskt förnamn                                              |
| Elma       | 10,2          | Elma, svenskt och finskt förnamn                                  |
| Elza       | 18,0          | lettiskt förnamn                                                  |
| Emilia     | 12,5          | Emilia, svenskt förnamn                                           |
| Emma       | 11,8          | Emma, förnamn av tyskt ursprung                                   |
| Enid       | 9,2           | Enid, keltiskt förnamn                                            |
| Erika      | 10,5          | Erika, förnamn av fornnordiskt ursprung                           |
| Erin       | 13,6          | Erin, irländskt förnamn                                           |
| Erinna     | 33,8          | Erinna, grekisk poet (ca 500 f.Kr.)                               |
| Erkeley    | 8,0           | Erkelej, altaiskt förnamn                                         |
| Ermolova   | 60,9          | Maria Jermolova, rysk skådespelerska (1853–1928)                  |
| Erxleben   | 31,6          | Dorothea Erxleben, Tysklands första kvinnliga fil.dr. (1715–1762) |
| Escoda     | 19,6          | Josefa Llanes Escoda, filippinsk flickscoutsgrundare (1898–1945)  |
| Esmeralda  | 9,8           | Esmeralda, romskt förnamn av medeltidslatinskt ursprung           |
| Estelle    | 18,8          | Estelle, latinskt förnamn                                         |
| Esterica   | 3,6           | rumänskt förnamn                                                  |
| Esther     | 17,6          | Ester, hebreiskt förnamn som härstammar från persiska             |
| Eudocia    | 27,5          | Eudocia, bysantinsk kejsarinna (ca 401–460)                       |
| Eugenia    | 6,0           | Eugenia, förnamn av grekiskt ursprung                             |
| Evangeline | 16,0          | Evangelina, grekiskt förnamn                                      |
| Evelyn     | 18,0          | Evelyn, keltiskt förnamn                                          |
| Evika      | 20,3          | tatariskt förnamn                                                 |
| Ezraela    | 7,8           | hebreiskt förnamn                                                 |

## F
| Namn       | Diameter (km) | Förklaring                                                         |
| ---------- | ------------- | ------------------------------------------------------------------ |
| Faiga      | 9,6           | anglosaxiskt förnamn                                               |
| Faina      | 10,0          | turkiskt förnamn                                                   |
| Farida     | 18,0 f        | azeriskt förnamn                                                   |
| Fatima     | 14,5          | Fatima, arabiskt förnamn                                           |
| Faufau     | 7,8           | polynesiskt förnamn                                                |
| Fava       | 9,7           | dungha-förnamn                                                     |
| Fazu       | 6,1           | avariskt förnamn                                                   |
| Fedorets   | 57,6          | Valentina Fedorets, sovjetisk astronom (1923–1976)                 |
| Felicia    | 11,5          | Felicia, latinskt förnamn                                          |
| Ferber     | 23,1          | Edna Ferber, amerikansk författare (1887–1968)                     |
| Fernandez  | 23,7          | M. A. Fernandez, spansk skådespelerska (1700-talet)                |
| Ferrier    | 29,1          | Kathleen Ferrier, engelsk operasångerska (1912–1953)               |
| Feruk      | 8,3           | Nivchiskt förnamn                                                  |
| Festa      | 35,3          | Festa, italiensk målare                                            |
| Fiona      | 3,5           | Fiona, keltiskt förnamn                                            |
| Firuza     | 6,0           | persiskt förnamn                                                   |
| Flagstad   | 39,2          | Kirsten Flagstad, norsk operasångerska (1895–1962)                 |
| Florence   | 10,5          | Florence, engelskt förnamn av latinskt ursprung                    |
| Flutra     | 6,0           | albanskt förnamn                                                   |
| Fossey     | 30,4          | Dian Fossey, amerikansk zoolog (1932–1985)                         |
| Fouquet    | 47,8          | Marie Fouquet, fransk medicinsk författare, filantrop (1600-talet) |
| Francesca  | 17,0          | Franciska, italienskt förnamn                                      |
| Frank      | 22,7          | Anne Frank, holländsk dagboksskrivare (1929–1945)                  |
| Fredegonde | 25,2          | Fredegonde, frankisk drottning (d. 597)                            |
| Frida      | 21,6          | Frida, fornnordiskt förnamn                                        |
| Frosya     | 9,8           | Frosia, ryskt förnamn                                              |
| Fukiko     | 13,9          | japanskt förnamn                                                   |

## G
| Namn           | Diameter (km) | Förklaring                                                                 |
| -------------- | ------------- | -------------------------------------------------------------------------- |
| Gabriela       | 17,5          | Gabriela, hebreiskt förnamn                                                |
| Gahano         | 4,5           | Seneca-förnamn                                                             |
| Gail           | 10,0          | Gail, hebreiskt förnamn                                                    |
| Galina         | 16,8          | Galina, slaviskt förnamn med grekiskt ursprung                             |
| Galindo        | 23,8          | Beatrix Galindo, italiensk latin-, filosofi- och medicinlärare (1473–1535) |
| Gautier        | 59,3          | Judith Gautier, fransk författare (1845–1917)                              |
| Gaze           | 33,3          | Vera Gaze, sovjetisk astronom (1899–1954)                                  |
| Gentileschi    | 20,5          | Artemisia Gentileschi, italiensk konstnär(1593–ca 1652)                    |
| Georgina       | 5,9           | Georgina, latinskt förnamn av grekiskt ursprung                            |
| Germain        | 35,5          | Sophie Germain, fransk matematiker (1776–1831)                             |
| Giliani        | 19,9          | Alessandra Giliani, italiensk anatomiker (1307–1326)                       |
| Gillian        | 14,7          | latinskt förnamn                                                           |
| Gilmore        | 21,3          | Mary Gilmore, australisk poet (1865–1962)                                  |
| Gina           | 14,6          | Gina, italienskt förnamn                                                   |
| Giselle        | 10,4          | Giselle, franskt förnamn                                                   |
| Glaspell       | 26,3          | Susan Glaspell, amerikansk författare (ca 1876–1948)                       |
| Gloria         | 20,7          | Gloria (namn), latinskt förnamn                                            |
| Godiva         | 30,7          | Godiva, mercisk adelskvinna (ca 1040–1085)                                 |
| Goeppert-Mayer | 33,5          | Maria Goeppert-Mayer, polsk fysiker, nobelpristagare (1907–1972)           |
| Golubkina      | 28,4          | Anna Golubkina, sovjetisk skulptör (1864–1927)                             |
| Goncharova     | 30,3          | Natalja Gontjarova, rysk konstnär (1881–1962)                              |
| Grace          | 19,0          | Grace (namn), engelskt förnamn av latinskt ursprung                        |
| Gražina        | 16,5          | litauiskt förnamn                                                          |
| Greenaway      | 93,0          | Kate Greenaway, engelsk författare (1846–1901)                             |
| Gregory        | 18,0          | Isabella Gregory, irländsk författare (1852–1932)                          |
| Gretchen       | 20,8          | tyskt förnamn                                                              |
| Grey           | 50,0          | Jane Grey, engelsk drottning (1537–1555)                                   |
| Grimke         | 34,8          | Sarah Grimke, amerikansk abolitionist (1792–1873)                          |
| Guan Daosheng  | 43,6          | Guan Daosheng, kinesisk konstnär (1262–1319)                               |
| Gudrun         | 13,3          | Gudrun, fornnordiskt förnamn                                               |
| Guilbert       | 25,5          | Yvette Guilbert, franskt sångerska (1865–1944)                             |
| Gulchatay      | 9,0           | arabiskt förnamn                                                           |
| Gulnara        | 5,0           | uzbekiskt förnamn                                                          |
| Guzel          | 7,3           | arabiskt förnamn                                                           |
| Gwynn          | 32,0          | Nell Gwynn, engelsk skådespelerska (1650–1687)                             |

## H
| Namn        | Diameter (km) | Förklaring                                                          |
| ----------- | ------------- | ------------------------------------------------------------------- |
| Hadisha     | 8,9           | Chadisja, kazakiskt förnamn                                         |
| Halima      | 8,9           | hausa-förnamn                                                       |
| Halle       | 21,5          | Lady Hallé (Wilma Norman-Neruda), österrikisk violinist (1839–1911) |
| Hamuda      | 15,8          | hebreiskt förnamn                                                   |
| Hanka       | 5,0           | tjeckiskt förnamn                                                   |
| Hannah      | 19,8          | Hannah, hebreiskt förnamn                                           |
| Hansberry   | 26,6          | Lorraine Hansberry, amerikansk författare (1930–1965)               |
| Hapei       | 4,2           | cheyenne-förnamn                                                    |
| Hayashi     | 43,1          | Hayashi Fumiko, japansk författare (1903–1951)                      |
| Heather     | 11,5          | engelskt förnamn                                                    |
| Heidi       | 15,2          | Heidi, förnamn                                                      |
| Helga       | 8,8           | Helga, fornnordiskt förnamn                                         |
| Hellman     | 34,7          | Lillian Hellman, amerikansk författare (1905–1984)                  |
| Heloise     | 38,0          | Heloise, fransk läkare (ca 1098–1164)                               |
| Helvi       | 12,2          | Helvi, bl.a. estniskt förnamn                                       |
| Henie       | 70,4          | Sonja Henie, norsk konståkerska (1912–1969)                         |
| Hepworth    | 62,6          | Barbara Hepworth, engelsk skulptör (1903–1975)                      |
| Higgins     | 40,0          | Marguerite Higgins, amerikansk journalist (1920–1966)               |
| Hilkka      | 10,3          | finskt förnamn                                                      |
| Himiko      | 36,6          | Himiko, japansk drottning (300-talet)                               |
| Hiriata     | 5,0           | polynesiskt förnamn                                                 |
| Hiromi      | 6,0           | japanskt förnamn                                                    |
| Holiday     | 27,7          | Billie Holiday, amerikansk sångerska (1915–1959)                    |
| Horner      | 25,2          | Mary Horner, engelsk naturalist, geolog (1800-talet)                |
| Howe        | 38,6          | Julia Howe, amerikansk biograf, poet (1819–1910)                    |
| Hsueh T'ao  | 21,0          | Hsueh T'ao, kinesisk poet, konstnär (ca 760)                        |
| Hua Mulan   | 24,0          | Hua Mulan, kinesisk krigare (ca 590)                                |
| Huang Daopo | 29,1          | Huang Daopo, kinesisk ingenjör                                      |
| Huarei      | 8,5           | polynesiskt förnamn                                                 |
| Hull        | 47,3          | Peggy Hull, amerikansk krigskorrespondent (1889–1967)               |
| Hurston     | 52,4          | Zora Hurston, amerikansk författare, antropolog (1891–1960)         |
| Hwangcini   | 30,2          | Hwangcini, koreansk poet (1500-talet)                               |

## I
| Namn     | Diameter (km) | Förklaring                                            |
| -------- | ------------- | ----------------------------------------------------- |
| Icheko   | 5,9           | Itjeko, evenk/tungusiskt-förnamn                      |
| Ichikawa | 31,4          | Fusaye Ichikawa, japansk feminist (1893–1981)         |
| Ilga     | 10,8          | lettiskt förnamn                                      |
| Imagmi   | 7,6           | eskimå-förnamn                                        |
| Indira   | 16,6          | hinduiskt förnamn                                     |
| Ines     | 11,2          | Inez, spanskt förnamn                                 |
| Inga     | 10,0          | Inga, skandinaviskt förnamn                           |
| Ingrid   | 11,5          | Ingrid, skandinaviskt förnamn                         |
| Inira    | 16,5          | eskimå-förnamn                                        |
| Inkeri   | 10,1          | finskt namn                                           |
| Iondra   | 7,9           | selkupiskt förnamn                                    |
| Iraida   | 6,5           | grekiskt förnamn                                      |
| Irene    | 13,6          | Irene, grekiskt förnamn                               |
| Irina    | 15,2          | ryskt förnamn                                         |
| Irinuca  | 8,0           | rumänskt förnamn                                      |
| Irma     | 9,5           | Irma (namn), tyskt förnamn                            |
| Isabella | 175,0         | Isabella I av Kastilien, spansk drottning (1451–1504) |
| Isako    | 13,5          | japanskt förnamn                                      |
| Isolde   | 11,9          | Isolde, walesiskt förnamn                             |
| Istadoy  | 5,4           | Istadoj, tadzjikiskt förnamn                          |
| Ivka     | 14,9          | serbokroatiskt förnamn                                |
| Ivne     | 9,0           | korjak-förnamn                                        |
| Izakay   | 10,2          | Izakaj, mari-förnamn                                  |
| Izudyr   | 6,6           | mari-förnamn                                          |

## J
| Namn         | Diameter (km) | Förklaring                                                      |
| ------------ | ------------- | --------------------------------------------------------------- |
| Jaantje      | 7,8           | nederländskt förnamn                                            |
| Jacqueline   | 16,5          | Jacqueline, franskt förnamn                                     |
| Jadwiga      | 12,7          | polskt förnamn                                                  |
| Jalgurik     | 7,5           | evenk/tungusiskt-förnamn                                        |
| Jamila       | 7,9           | afghanskt förnamn                                               |
| Jane         | 10,2          | Jane, förnamn                                                   |
| Janice       | 10,0          | engelskt förnamn                                                |
| Janina       | 9,3           | polskt förnamn                                                  |
| Janyl        | 5,6           | kirgisiskt förnamn                                              |
| Jasmin       | 15,1          | Jasmine, arabiskt förnamn                                       |
| Jeanne       | 19,4          | Jeanne, franskt förnamn                                         |
| Jennifer     | 9,6           | Jennifer, engelskt förnamn av grekiskt ursprung                 |
| Jerusha      | 17,2          | hebreiskt förnamn                                               |
| Jex-Blake    | 31,6          | Sophia Jex-Blake, brittisk läkare (1840–1912)                   |
| Jhirad       | 50,2          | Jerusha Jhirad, indisk läkare                                   |
| Jitka        | 13,0          | slovakiskt förnamn                                              |
| Jocelyn      | 14,0          | Jocelyn, förnamn                                                |
| Jodi         | 10,2          | engelskt förnamn                                                |
| Johanna      | 15,1          | Johanna, förnamn med hebreiskt ursprung                         |
| Johnson      | 24,5          | Amy Johnson, australisk aviatris (1903–1941)                    |
| Joliot-Curie | 91,1          | Irene Joliot-Curie, fransk fysiker, nobelpristagare (1897–1956) |
| Joshee       | 37,0          | Anandibai Joshee, indisk läkare (1865–1887)                     |
| Juanita      | 19,3          | spanskt förnamn                                                 |
| Judith       | 16,6          | Judit, hebreiskt förnamn                                        |
| Julie        | 13,5          | Julie, förnamn, fransk form av Julia.                           |
| Jumaisat     | 7,5           | Dzjumajsat, kumyk-förnamn                                       |
| Jutta        | 7,0           | finskt förnamn                                                  |

## K
| Namn       | Diameter (km) | Förklaring                                                      |
| ---------- | ------------- | --------------------------------------------------------------- |
| Kafutchi   | 7,1           | bantu-förnamn                                                   |
| Kahlo      | 35,6          | Frida Kahlo, mexikansk konstnär (1910–1954)                     |
| Kaikilani  | 19,9          | Kaikilani, Hawaiis första kvinnliga härskare (ca 1555)          |
| Kaisa      | 12,0          | Kajsa, förnamn                                                  |
| Kala       | 17,4          | korjak-förnamn                                                  |
| Kalombo    | 9,6           | bantu-förnamn                                                   |
| Kanik      | 16,5          | Sachalin-förnamn                                                |
| Karen      | 10,5          | Karen, engelskt förnamn av danskt ursprung                      |
| Karo       | 7,0           | maori-förnamn                                                   |
| Kartini    | 23,4          | Raden Adjeng Kartini, javanesisk lärare (1879–1904)             |
| Kastusha   | 13,0          | Kastusja, mordovinskt förnamn                                   |
| Katrya     | 9,2           | Katrja, ukrainskt förnamn                                       |
| Katya      | 10,5          | Katja, ryskt förnamn                                            |
| Kauffman   | 25,5          | Angelika Kauffmann, tysk målare (1741–1807)                     |
| Kavtora    | 9,8           | afghanskt förnamn                                               |
| Kelea      | 24,5          | Kelea, hawaiiansk prinsessa (ca 1450)                           |
| Kelila     | 5,0           | hebreiskt förnamn                                               |
| Kelly      | 11,2          | Kelly, gaeliskt förnamn                                         |
| Kemble     | 23,6          | Fanny Kemble, engelsk skådespelerska (1809–1893)                |
| Kenny      | 52,7          | Elizabeth Kenny, australisk sjuksköterska, terapist (1886–1952) |
| Ketzia     | 14,6          | hebreiskt förnamn                                               |
| Khadako    | 7,4           | Chadako, nentser-förnamn                                        |
| Khafiza    | 7,0           | arabiskt förnamn                                                |
| Khatun     | 44,1          | Mihri Hatun, turkisk poet (1456–1514)                           |
| Khelifa    | 10,8          | arabiskt förnamn                                                |
| Kimitonga  | 5,0           | polynesiskt förnamn                                             |
| Kingsley   | 26,6          | Mary Kingsley, engelsk upptäckare, författare (1862–1900)       |
| Kiris      | 13,3          | lettiskt förnamn                                                |
| Kitna      | 15,3          | Kamtjatka-förnamn                                               |
| Klafsky    | 25,5          | Katherina Klafsky, ungersk operasångerska (1855–1896)           |
| Klenova    | 141,0         | Maria Kljonova, sovjetisk maringeolog (ca 1910–1978)            |
| Kodu       | 10,5          | wolof-förnamn                                                   |
| Koidula    | 67,0          | Lydia Koidula, estnisk poet (1843–1886)                         |
| Koinyt     | 11,7          | nivchiskt förnamn                                               |
| Kollado    | 5,5           | fulbe-förnamn                                                   |
| Kollwitz   | 29,1          | Käthe Kollwitz, tysk konstnär (1867–1945)                       |
| Konopnicka | 20,1          | Marie Konopnicka, polsk författare (1842–1910)                  |
| Kosi       | 7,7           | ewe-förnamn                                                     |
| Kristina   | 9,7           | Kristina, förnamn                                               |
| Kumba      | 11,4          | fulbe-förnamn                                                   |
| Kumudu     | 4,4           | singalesiskt förnamn                                            |
| Kuro       | 8,8           | fulbe-förnamn                                                   |
| Kyen       | 5,2           | bantu-förnamn                                                   |
| Kylli      | 13,2          | finskt förnamn                                                  |

## L
| Namn        | Diameter (km) | Förklaring                                                    |
| ----------- | ------------- | ------------------------------------------------------------- |
| La Fayette  | 39,6          | Marie La Fayette, fransk författare (1634–1693)               |
| Lachappelle | 36,8          | Marie Lachappelle, fransk medicinforskare (1769–1821)         |
| Lagerlöf    | 56,0          | Selma Lagerlöf, svensk författare (1858–1940)                 |
| Landowska   | 33,0          | Wanda Landowska, polsk pianist (1877–1959)                    |
| Langtry     | 50,3          | Lillie Langtry, engelsk skådespelerska (1853–1929)            |
| Lara        | 3,4           | Lara, förnamn, kortformen av Larisa                           |
| Larisa      | 3,7           | ryskt förnamn                                                 |
| Laulani     | 12,4          | hawaiianskt förnamn                                           |
| Laura       | 17,2          | Laura, förnamn                                                |
| Laurencin   | 29,8          | Marie Laurencin, fransk målare (1885–1956)                    |
| Lazarus     | 24,2          | Emma Lazarus, amerikansk poet (1849–1887)                     |
| Leah        | 12,0          | Lea, hebreiskt förnamn                                        |
| Lebedeva    | 37,4          | Sarra Lebedeva, sovjetisk skulptör (1881–1968)                |
| Lehmann     | 21,7          | Inge Lehmann, dansk geofysiker (1888–?)                       |
| Leida       | 18,8          | estniskt förnamn                                              |
| Leila       | 18,8          | Leila, arabiskt förnamn                                       |
| Lena        | 15,2          | Lena, förnamn                                                 |
| Lenore      | 15,5          | grekiskt förnamn (form av Helena)                             |
| Leona       | 3,0           | grekiskt förnamn                                              |
| Leonard     | 31,7          | Wrexie Leonard, amerikan, P. Lowells assistent (1867–1937)    |
| Leslie      | 7,2           | Leslie, skotskt förnamn                                       |
| Letitia     | 17,5          | Laetitia, latinskt förnamn                                    |
| Leyster     | 45,8          | Judith Leyster, holländsk målare (1609–1660)                  |
| Lhagva      | 7,9           | mongoliskt förnamn                                            |
| Li Qingzhao | 22,8          | Li Qingzhao, kinesisk essäist (1085–1151)                     |
| Lida        | 20,3          | ryskt förnamn                                                 |
| Lilian      | 13,5          | hebreiskt förnamn                                             |
| Liliya      | 15,0          | Lilja, ryskt förnamn                                          |
| Lind        | 25,8          | Jenny Lind, svensk sångerska (1820–1887)                      |
| Linda       | 7,1           | Linda, förnamn                                                |
| Lineta      | 15,6          | lettiskt förnamn                                              |
| Lisa        | 4,5           | Lisa, kortform av Elizabet, hebreiskt förnamn                 |
| Liv         | 11,2          | Liv, norskt förnamn                                           |
| Loan        | 7,4           | vietnamesiskt förnamn                                         |
| Lockwood    | 22,0          | Belva Lockwood, amerikansk jurist, feminist (1830–1917)       |
| Lois        | 13,5          | grekiskt förnamn                                              |
| Lonsdale    | 43,0          | Kathleen Lonsdale, engelsk fysiker, kristallograf (1903–1971) |
| Lorelei     | 15,0          | tyskt förnamn                                                 |
| Loretta     | 13,5          | latinskt förnamn                                              |
| Lotta       | 11,8          | Lotta, svenskt förnamn                                        |
| Lu Zhi      | 8,3           | kinesiskt förnamn                                             |
| Lucia       | 16,0          | Lucia, latinskt förnamn                                       |
| Lullin      | 25,1          | Maria Lullin, schweizisk entomolog (1750–1831)                |
| Lydia       | 15,2          | Lydia, grekiskt förnamn                                       |
| Lyon        | 12,4          | Mary Lyon, amerikansk lärare, collegepresident (1797–1849)    |
| Lyuba       | 12,4          | Ljuba, ryskt förnamn                                          |
| Lyudmila    | 14,1          | Ljudmila, ryskt förnamn                                       |

## M
| Namn          | Diameter (km) | Förklaring                                                                             |
| ------------- | ------------- | -------------------------------------------------------------------------------------- |
| Ma Shouzhen   | 18,9          | Ma Shouzhen, kinesisk poet, målare (1592–1628)                                         |
| Maa-Ling      | 6,0           | kinesiskt förnamn                                                                      |
| MacDonald     | 17,6          | Flora MacDonald, skotsk hjältinna (1722–1790)                                          |
| Madeleine     | 16,0          | Madeleine, franskt förnamn                                                             |
| Madina        | 6,3           | kabarda-förnamn                                                                        |
| Mae           | 7,5           | av Margaret, grekiskt förnamn                                                          |
| Magda         | 10,1          | förnamn, form av Magdalena                                                             |
| Magdalena     | 11,5          | Magdalena, förnamn                                                                     |
| Magnani       | 26,4          | Anna Magnani, italiensk skådespelerska (1908–1973)                                     |
| Mahina        | 15,4          | hawaiianskt förnamn                                                                    |
| Makola        | 16,6          | hawaiianskt förnamn                                                                    |
| Maltby        | 36,6          | Margaret Maltby, amerikansk fysiker (1860–1944)                                        |
| Mamajan       | 2,0           | turkmenskt förnamn                                                                     |
| Mansa         | 8,1           | akan-förnamn                                                                           |
| Manton        | 20,5          | Sidnie Manton, engelsk zoolog (1902–1980); Irene Manton, engelsk botaniker (1904–1988) |
| Manzolini     | 41,8          | Anna Manzolini, italiensk anatom, lärare (1716–1774)                                   |
| Maranda       | 16,8          | lettiskt förnamn                                                                       |
| Marere        | 6,3           | polynesiskt förnamn                                                                    |
| Maret         | 11,7          | estniskt förnamn                                                                       |
| Margarita     | 13,0          | Margarita, grekiskt förnamn                                                            |
| Margit        | 14,0          | Margit, ungerskt förnamn                                                               |
| Maria Celeste | 97,5          | Maria Celeste, Galileos dotter (d. 1634)                                               |
| Marianne      | 9,0           | Marianne, franskt förnamn, av latinska Mariana                                         |
| Marie         | 14,2          | Marie franskt förnamn, av latinets Maria                                               |
| Mariko        | 12,9          | japanskt förnamn                                                                       |
| Markham       | 71,8          | Beryl Markham, engelsk aviatris (1902–1986)                                            |
| Marsh         | 47,7          | Ngaio Marsh, nyzeeländsk författare (1899–1982)                                        |
| Martinez      | 23,5          | Maria Martinez, pueblo-konstnär (1886–1980)                                            |
| Marysya       | 6,3           | Marysja, belarusiskt förnamn                                                           |
| Marzhan       | 13,8          | Marzjan, karakalpak-förnamn                                                            |
| Masako        | 23,8          | Hozyo Masako, gift med Minamoto no Yoritomo (1157–1225)                                |
| Masha         | 6,4           | Masja, ryskt förnamn                                                                   |
| Matahina      | 8,5           | polynesiskt förnamn                                                                    |
| Maurea        | 9,9           | polynesiskt förnamn                                                                    |
| Mbul'di       | 6,0           | fulbe/wodabi-förnamn                                                                   |
| Mead          | 270,0         | Margaret Mead, amerikansk antropolog (1901–1978)                                       |
| Medhavi       | 30,4          | Ramabai Medhavi, indisk författare (1858–1922)                                         |
| Megan         | 15,8          | Megan, walesiskt förnamn                                                               |
| Meitner       | 149,0         | Lise Meitner, österrikisk fysiker (1878–1968)                                          |
| Melanie       | 12,3          | grekiskt förnamn                                                                       |
| Melanka       | 9,0           | ukrainskt förnamn                                                                      |
| Melba         | 21,8          | Nellie Melba, australisk operasångerska (1861–1931)                                    |
| Melina        | 12,7          | Melina, grekiskt förnamn                                                               |
| Meredith      | 11,4          | Meredith, engelskt förnamn                                                             |
| Merian        | 22,2          | Maria Merian, holländsk entomolog (1647–1717)                                          |
| Merit Ptah    | 16,5          | Merit Ptah, egyptisk drottning, läkare (ca 2700 f.Kr.)                                 |
| Michelle      | 15,0          | Michelle, franskt förnamn                                                              |
| Mildred       | 12,0          | engelskt förnamn                                                                       |
| Millay        | 48,0          | Edna St. Vincent Millay, amerikansk poet (1892–1950)                                   |
| Miovasu       | 4,5           | cheyenne-förnamn                                                                       |
| Mirabeau      | 23,8          | Sibylle Mirabeau, fransk författare (d. 1932)                                          |
| Miriam        | 16,5          | Miriam, hebreiskt förnamn                                                              |
| Mona Lisa     | 79,4          | Lisa Giacondo (Mona Lisa), Leonardo da Vincis modell (f. ca 1474)                      |
| Monika        | 25,5          | Monika, förnamn                                                                        |
| Montessori    | 42,1          | Maria Montessori, italiensk lärare (1870–1952)                                         |
| Montez        | 21,1          | Lola Montez, irländsk dansare (1818–1861)                                              |
| Moore         | 21,1          | Marianne Moore, amerikansk poet (1887–1972)                                            |
| Morisot       | 48,0          | Berthe Morisot, fransk konstnär (1841–1895)                                            |
| Mosaido       | 7,4           | fulbe/wodabi-förnamn                                                                   |
| Moses         | 28,0          | Grandma Moses, amerikansk målare (1860–1961)                                           |
| Mowatt        | 38,4          | Anna Mowatt, amerikansk skådespelerska, författare (1819–1870)                         |
| Mu Guiying    | 32,3          | Mu Guiying, kinesisk krigare                                                           |
| Mukhina       | 24,5          | Vera Muchina, sovjetisk skulptör (1889–1953)                                           |
| Mumtaz-Mahal  | 38,2          | Mumtaz-Mahal, mogulkejsarinna (1592–1631)                                              |
| Munter        | 32,1          | Gabriele Münter, tysk konstnär (1877–1962)                                             |
| Muriel        | 20,2          | grekiskt förnamn                                                                       |

## N
| Namn       | Diameter (km) | Förklaring                                                        |
| ---------- | ------------- | ----------------------------------------------------------------- |
| Nadeyka    | 9,3           | Nadejka, belarusiskt förnamn                                      |
| Nadia      | 11,3          | Nadja, förnamn med ryskt ursprung                                 |
| Nadine     | 18,6          | förnamn, en fransk form av Nadja                                  |
| Nadira     | 31,4          | Nodira, uzbekisk poet (1791–1842)                                 |
| Nakai      | 4,5           | cheyenne-förnamn                                                  |
| Nalkowska  | 22,2          | Zofia Nałkowska, polsk författare (1884–1954)                     |
| Nalkuta    | 6,5           | ossetiskt förnamn                                                 |
| Namiko     | 13,0          | japanskt förnamn                                                  |
| Nana       | 8,8           | serbokroatiskt förnamn                                            |
| Nanichi    | 19,0          | taino-förnamn                                                     |
| Naomi      | 17,5          | Naomi, hebreiskt förnamn                                          |
| Nastya     | 12,5          | Nastja, rysk kortform av det grekiska förnamnet Anastasia         |
| Natalia    | 10,8          | Natalia, förnamn                                                  |
| Ndella     | 5,9           | wolof-förnamn                                                     |
| Neda       | 7,7           | makedonskt förnamn                                                |
| Nedko      | 8,5           | nenets-förnamn                                                    |
| Neeltje    | 10,0          | nederländskt förnamn                                              |
| Nelike     | 6,3           | nanaj-förnamn (Nanajer, se: Sibiriens ursprungsbefolkning)        |
| Němcová    | 22,9          | Božena Němcová, tjeckisk författare (1820–1882)                   |
| Nevelson   | 69,8          | Louise Nevelson, amerikansk konstnär (1899–1988)                  |
| Ngaio      | 9,5           | maori-förnamn                                                     |
| Ngone      | 12,2          | wolof-förnamn                                                     |
| Nicole     | 6,4           | Nicole, franskt förnamn                                           |
| Nijinskaya | 36,2          | Bronislava Nijinska, rysk dansare (1891–1972)                     |
| Nilanti    | 9,2           | singalesiskt förnamn                                              |
| Nilsson    | 27,3          | Kristina Nilsson, svensk operasångerska och violinist (1843–1921) |
| Nin        | 27,1          | Anais Nin, fransk författare (1903–1977)                          |
| Nina       | 24,6          | Nina, förnamn                                                     |
| Ninzi      | 7,1           | burmesiskt förnamn                                                |
| Nofret     | 22,5          | Nofret, egyptisk drottning (ca 1900 f.Kr.)                        |
| Nomeda     | 10,4          | litauiskt förnamn                                                 |
| Noreen     | 18,6          | irländskt förnamn                                                 |
| Noriko     | 7,5           | japanskt förnamn                                                  |
| Nsele      | 5,1           | mandingo-förnamn                                                  |
| Nuon       | 6,5           | khmer-förnamn                                                     |
| Nuriet     | 17,9          | adygeiskt förnamn                                                 |
| Nutsa      | 8,0           | abchaziskt förnamn                                                |
| Nyal'ga    | 5,5           | fulbe/wodabi-förnamn                                              |
| Nyele      | 11,9          | mandingo-förnamn                                                  |
| Nyogari    | 13,0          | ewe-förnamn                                                       |

## O
| Namn      | Diameter (km) | Förklaring                                                    |
| --------- | ------------- | ------------------------------------------------------------- |
| O'Connor  | 30,4          | Flannery O'Connor, amerikansk författare (1925–1964)          |
| O'Keeffe  | 76,9          | Georgia O'Keeffe, amerikansk konstnär (1887–1986)             |
| Oakley    | 18,4          | Annie Oakley, amerikansk skarpskytt, underhållare (1860–1926) |
| Obukhova  | 46,0          | Nadezjda Obuchova, sovjetisk sångerska (1886–1961)            |
| Odarka    | 7,0           | ukrainskt förnamn                                             |
| Odikha    | 10,6          | Odicha, uzbekiskt förnamn                                     |
| Odilia    | 20,8          | portugisiskt förnamn                                          |
| Ogulbek   | 6,5           | turkmenskt förnamn                                            |
| Oivit     | 4,8           | cheyenne-förnamn                                              |
| Oksana    | 7,7           | ukrainskt förnamn                                             |
| Oku       | 13,3          | karelskt förnamn                                              |
| Olena     | 7,0           | ukrainskt förnamn                                             |
| Olesnicka | 33,0          | Zofia Olesnicka, polsk poet                                   |
| Olesya    | 12,0          | Olesja, ukrainskt förnamn                                     |
| Olga      | 15,5          | Olga, ryskt förnamn                                           |
| Olivia    | 10,2          | Olivia, förnamn                                               |
| Olya      | 13,4          | Olja, ryskt förnamn                                           |
| Oma       | 7,6           | sioux-förnamn                                                 |
| Onissya   | 8,2           | Onissia, komi-permjak-förnamn                                 |
| Opika     | 9,8           | tjuvasj-förnamn                                               |
| Orczy     | 26,9          | Emmuska Orczy, ungersk författare (1865–1947)                 |
| Orguk     | 11,7          | nivchi-förnamn                                                |
| Orlette   | 12,5          | franskt förnamn                                               |
| Orlova    | 19,6          | Ljubov Orlova, sovjetisk skådespelerska (1902–1975)           |
| Ortensia  | 7,0           | italienskt förnamn                                            |
| Oshalche  | 8,3           | Osjatje, mari-förnamn                                         |
| Osipenko  | 30,0          | Polina Osipenko, sovjetisk flygare (1907–1939)                |
| Ottavia   | 12,9          | romerskt förnamn                                              |
| Outi      | 10,5          | finskt förnamn                                                |

## P
| Namn      | Diameter (km) | Förklaring                                                     |
| --------- | ------------- | -------------------------------------------------------------- |
| Paige     | 6,8           | Paige för- och efternamn                                       |
| Pamela    | 14,2          | Pamela, engelskt förnamn                                       |
| Parishan  | 6,8           | kurdiskt förnamn                                               |
| Parra     | 42,4          | Violeta Parra, chilensk folkloreartist (1917-1967)             |
| Parvina   | 7,0           | tadzjikiskt förnamn                                            |
| Pasha     | 7,2           | Pasja, ryskt förnamn                                           |
| Pat       | 10,1          | engelskt förnamn                                               |
| Patimat   | 5,1           | avariskt förnamn                                               |
| Patti     | 47,0          | Adelina Patti, italiensk sångerska (1843–1919)                 |
| Pavlinka  | 7,5           | belarusiskt förnamn                                            |
| Peck      | 30,4          | Annie Peck, amerikansk bergsklättrare, lärare (1850–1935)      |
| Peggy     | 11,9          | engelskt förnamn                                               |
| Peña      | 29,6          | Tonita (Quah Ah) Peña, pueblo-konstnär (1895–1949)             |
| Phaedra   | 15,7          | grekiskt förnamn, se Fedra                                     |
| Philomena | 14,8          | grekiskt förnamn, även Filomena                                |
| Phryne    | 39,4          | Fryne, grekisk kurtisan (300-talet f.Kr.)                      |
| Phyllis   | 11,4          | grekiskt förnamn                                               |
| Piaf      | 39,1          | Edith Piaf, fransk sångerska (1915–1963)                       |
| Piret     | 27,0          | estniskt förnamn                                               |
| Pirkko    | 12,3          | finskt förnamn                                                 |
| Piscopia  | 26,2          | Elena Piscopia, italiensk matematiker (1646–1684)              |
| Polenova  | 41,0          | Jelena Polenova, rysk konstnär (1850–1898)                     |
| Polina    | 21,6          | ryskt förnamn                                                  |
| Ponselle  | 57,7          | Rosa Ponselle, amerikansk operasångerska (1897–1981)           |
| Potanina  | 94,2          | Aleksandra Potanina, rysk upptäckare (1843–1893)               |
| Potter    | 46,9          | Beatrix Potter, engelsk barnboksförfattare (1866–1943)         |
| Prichard  | 23,3          | Katharine Susannah Prichard, australisk författare (1884–1969) |
| Puhioia   | 5,5           | maori-förnamn                                                  |
| Purev     | 11,6          | mongoliskt förnamn                                             |
| Pychik    | 10,1          | Pytjik, tjuktjiskt förnamn                                     |

## Q
| Namn     | Diameter (km) | Förklaring                                      |
| -------- | ------------- | ----------------------------------------------- |
| Qarlygha | 9,3           | kazakiskt förnamn                               |
| Quimby   | 23,2          | Harriet Quimby, amerikansk aviatris (1884–1912) |
| Qulzhan  | 7,9           | Qulzjan, kazakiskt förnamn                      |
| Quslu    | 8,7           | kazakiskt förnamn                               |

## R
| Namn         | Diameter (km) | Förklaring                                              |
| ------------ | ------------- | ------------------------------------------------------- |
| Rachel       | 12,5          | Rakel, hebreiskt förnamn                                |
| Radhika      | 7,9           | tamilskt förnamn                                        |
| Radka        | 10,5          | bulgariskt förnamn                                      |
| Radmila      | 5,2           | serbokroatiskt förnamn                                  |
| Rae          | 5,5           | av Rakel, hebreiskt förnamn                             |
| Rafiga       | 5,7           | Räfiqä, azeriskt förnamn                                |
| Raisa        | 13,5          | ryskt förnamn                                           |
| Raki         | 7,5           | fulani-förnamn                                          |
| Rampyari     | 7,7           | hinduiskt förnamn                                       |
| Rand         | 24,3          | Ayn Rand, amerikansk författare (1905–1982)             |
| Rani         | 10,7          | hinduiskt förnamn                                       |
| Raymonde     | 5,3           | franskt förnamn                                         |
| Rebecca      | 9,5           | Rebecka, hebreiskt förnamn                              |
| Recamier     | 25,3          | Julie Recamier, fransk patriot (ca 1777–ca 1849)        |
| Regina       | 24,9          | Regina, latinskt förnamn                                |
| Reiko        | 9,7           | japanskt förnamn                                        |
| Retno        | 7,2           | indonesiskt förnamn                                     |
| Rhoda        | 12,2          | grekiskt förnamn                                        |
| Rhys         | 44,0          | Jean Rhys, walesisk författare (1894–1979)              |
| Richards     | 25,0          | Ellen Richards, skapade vetenskapen ekologi (1842–1911) |
| Riley        | 20,2          | Margaretta Riley, engelsk botaniker (1804–1899)         |
| Rita         | 8,3           | Rita, italienskt förnamn                                |
| Romanskaya   | 30,4          | Sofia Romanskaja, sovjetisk astronom (1886–1969)        |
| Romola       | 17,5          | italienskt förnamn                                      |
| Roptyna      | 11,5          | tjuktja-förnamn                                         |
| Rosa Bonheur | 104,0         | Rosa Bonheur, fransk målare (1822–1899)                 |
| Rose         | 15,5          | tyskt förnamn                                           |
| Rossetti     | 23,4          | Christina Rossetti, engelsk poet (1830–1894)            |
| Rowena       | 19,5          | keltiskt förnamn                                        |
| Roxanna      | 9,5           | persiskt förnamn                                        |
| Royle        | 6,1           | basjkiriskt förnamn                                     |
| Rudneva      | 29,8          | Varvara Rudneva, rysk läkare (1844–1899)                |
| Rufina       | 5,0           | grekiskt förnamn                                        |
| Ruit         | 6,4           | polynesiskt förnamn                                     |
| Runak        | 7,6           | kurdiskt förnamn                                        |
| Ruslanova    | 44,3          | Lidia Ruslanova, sovjetisk sångare (1900–1973)          |
| Ruth         | 18,5          | Ruth, hebreiskt förnamn                                 |

## S
| Namn        | Diameter (km) | Förklaring                                                 |
| ----------- | ------------- | ---------------------------------------------------------- |
| Sabin       | 33,1          | Florence Sabin, amerikansk medicinforskare (1871–1953)     |
| Sabira      | 15,7          | tatar-förnamn                                              |
| Safarmo     | 7,4           | tadzjikiskt förnamn                                        |
| Saida       | 9,5           | arabiskt förnamn                                           |
| Salika      | 12,5          | mari-förnamn                                               |
| Samantha    | 16,9          | Samantha, arameiskt förnamn                                |
| Samintang   | 25,9          | Samintang, koreansk 1500-talspoet                          |
| Sandel      | 17,9          | Cora Sandel, norsk författare (1880–1974)                  |
| Sandi       | 12,6          | av Alexandra, grekiskt förnamn                             |
| Sandugach   | 10,0          | Sandugatj, tartariskt förnamn                              |
| Sanger      | 83,6          | Margaret Sanger, amerikansk medicinforskare (1883–1966)    |
| Sanija      | 18,0          | Sania, tatar-förnamn                                       |
| Saodat      | 3,7           | uzbekiskt förnamn                                          |
| Sarah       | 18,5          | Sara, hebreiskt förnamn                                    |
| Sartika     | 18,7          | Ibu Dewi Sartika, indonesisk lärare (1884–1942)            |
| Sasha       | 4,6           | Sasja, ryskt förnamn                                       |
| Saskia      | 37,1          | Saskia Uylenburgh, Rembrandts fru                          |
| Sayers      | 98,0          | Dorothy L. Sayers, engelsk författare (1893–1957)          |
| Sayligul    | 4,3           | Sajligul, tadzjikiskt förnamn                              |
| Scarpellini | 27,1          | Caterina Scarpellini, italiensk 1800-talsastronom          |
| Seiko       | 3,4           | japanskt förnamn                                           |
| Selma       | 11,4          | Selma, keltiskt förnamn                                    |
| Seseg       | 9,8           | burjatiskt förnamn                                         |
| Sévigné     | 29,6          | Marie Sévigné, fransk författare (1626–1696)               |
| Seymour     | 63,0          | Jane Seymour, engelsk drottning (ca 1509–1537)             |
| Shakira     | 17,6          | Sjakira, basjkiriskt förnamn                               |
| Shasenem    | 9,0           | Sjasenem, turkmenskt förnamn                               |
| Sheila      | 5,6           | Sheila, iriskt/keltiskt förnamn                            |
| Shih Mai-Yu | 22,3          | Shih Mai-Yu, kinesisk läkare (1873–1954)                   |
| Shirley     | 18,0          | Shirley, engelskt förnamn                                  |
| Shushan     | 8,5           | Sjusjan, armeniskt förnamn                                 |
| Sidney      | 20,2          | Mary Sidney, engelsk elizabetansk dramatiker (1561–1621)   |
| Sigrid      | 16,2          | Sigrid, skandinaviskt förnamn                              |
| Simbya      | 4,0           | Simbja, nganasaniskt förnamn                               |
| Simonenko   | 31,9          | Alla Nikolajevna Simonenko, sovjetisk astronom (1935–1984) |
| Sirani      | 28,3          | Elisabetta Sirani, italiensk konstnär (1638–1665)          |
| Sitwell     | 32,8          | Edith Sitwell, engelsk poet (1887–1964)                    |
| Solace      | 5,3           | latinskt förnamn                                           |
| Sophia      | 17,6          | Sofia, grekiskt förnamn                                    |
| Sovadi      | 12,4          | khmer-förnamn                                              |
| Stanton     | 107,0         | Elizabeth C. Stanton, amerikansk suffragett (1815–1902)    |
| Stefania    | 11,7          | rumänskt förnamn, se Stephanie                             |
| Stein       | 13,3          | Gertrude Stein, amerikansk författare (1874–1946)          |
| Steinbach   | 20,3          | Sabina Steinbach, tysk skulptör (ca 1250)                  |
| Stina       | 10,4          | Stina, svenskt förnamn                                     |
| Storni      | 21,7          | Alfonsina Storni, argentinsk poet (1892–1938)              |
| Stowe       | 80,0          | Harriet B. Stowe, amerikansk författare (1811–1896)        |
| Stuart      | 68,6          | Mary Stuart, skotsk drottning (1542–1587)                  |
| Suliko      | 14,9          | georgiskt förnamn                                          |
| Sullivan    | 32,0          | Anne Sullivan, amerikan (1866–1936), Helen Kellers lärare  |
| Surija      | 15,3          | Suria, azeriskt förnamn                                    |
| Susanna     | 13,3          | Susanna, hebreiskt förnamn                                 |
| Sveta       | 21,0          | ryskt förnamn, kortform för Svetlana                       |

## T
| Namn       | Diameter (km) | Förklaring                                                      |
| ---------- | ------------- | --------------------------------------------------------------- |
| Taglioni   | 31,0          | Marie Taglioni, italiensk ballerina (1804–1884)                 |
| Tahia      | 6,1           | polynesiskt förnamn                                             |
| Taira      | 19,6          | ossetiskt förnamn                                               |
| Tako       | 10,7          | fulbe-förnamn                                                   |
| Talvikki   | 12,6          | finskt förnamn                                                  |
| Tamara     | 11,0          | Tamara, förnamn                                                 |
| Tanya      | 14,0          | Tanja, ryskt förnamn                                            |
| Tatyana    | 19,0          | Tatjana, ryskt förnamn                                          |
| Taussig    | 25,8          | Helen Taussig, amerikansk barnläkare, hjärtforskare (1898–1986) |
| Tehina     | 5,4           | polynesiskt förnamn                                             |
| Tekarohi   | 9,3           | polynesiskt förnamn                                             |
| Temou      | 9,3           | polynesiskt förnamn                                             |
| Teresa     | 14,8          | Teresa, grekiskt förnamn                                        |
| Terhi      | 10,7          | finskt förnamn                                                  |
| Teroro     | 9,2           | polynesiskt förnamn                                             |
| Teumere    | 5,4           | polynesiskt förnamn                                             |
| Teura      | 9,3           | polynesiskt förnamn                                             |
| Thomas     | 25,2          | Martha Thomas, amerikansk collegepresident (1857–1935)          |
| Tiffany    | 7,0           | Tiffany, grekiskt förnamn                                       |
| Tinyl      | 12,8          | tjuktja-förnamn                                                 |
| Toklas     | 17,5          | Alice Toklas, amerikansk författare (1877–1967)                 |
| Tolgonay   | 4,6           | Tolgonaj, kirgiziskt förnamn                                    |
| Trollope   | 27,2          | Frances Trollope, engelsk författare (1780–1863)                |
| Truth      | 47,3          | Sojourner Truth, amerikansk abolitionist (1797–1883)            |
| Tseraskaya | 30,3          | Lidia Tseraskaja, sovjetisk astronom (1855–1931)                |
| Tsetsa     | 9,9           | mordoviskt förnamn                                              |
| Tsiala     | 16,5          | georgiskt förnamn                                               |
| Tsvetayeva | 42,9          | Marina Tsvetajeva, sovjetisk poet (1892–1941)                   |
| Tsyrma     | 7,8           | burjatiskt förnamn                                              |
| Tubman     | 42,9          | Harriet Tubman, amerikansk abolitionist (1820–1913)             |
| Tünde      | 16,3          | ungerskt förnamn                                                |
| Tursunoy   | 4,7           | uzbekiskt förnamn                                               |
| Tussaud    | 16,0          | Marie Tussaud, schweizisk vaxkonstnär (1760–1850)               |
| Tuyara     | 13,2          | Tujara, jakutiskt förnamn                                       |

## U
| Namn      | Diameter (km) | Förklaring                                                |
| --------- | ------------- | --------------------------------------------------------- |
| Ualinka   | 8,1           | ossetiskt förnamn                                         |
| Udagan    | 11,5          | jakutiskt förnamn                                         |
| Udaltsova | 26,7          | Nadezjda Udaltsova, rysk konstnär (1885–1961)             |
| Udyaka    | 7,7           | orochi-förnamn                                            |
| Ugne      | 10,3          | litauiskt förnamn                                         |
| Ul'yana   | 12,5          | Uljana, ryskt förnamn                                     |
| Uleken    | 10,9          | nanaj-förnamn, se Sibiriens ursprungsbefolkning, nanajer  |
| Ulla      | 10,4          | Ulla, svenskt förnamn                                     |
| Ulpu      | 7,0           | finskt förnamn                                            |
| Ulrique   | 19,6          | franskt förnamn                                           |
| Uluk      | 10,3          | neghidaliskt förnamn, se tungusiska språk, altaiska språk |
| Umaima    | 6,9           | arabiskt förnamn                                          |
| Umkana    | 6,2           | eskimå-förnamn                                            |
| Unay      | 11,4          | Unaj, mari-förnamn                                        |
| Undset    | 20,0          | Sigrid Undset, norsk författare (1882–1949)               |
| Unitkak   | 8,0           | eskimå-förnamn                                            |
| Urazbike  | 7,0           | tartariskt förnamn                                        |
| Ustinya   | 11,8          | Ustinja, ryskt förnamn                                    |
| Uvaysi    | 38,9          | Jahonotin Uvaysiy, uzbekisk poet (ca 1780–ca 1850)        |
| Uyengimi  | 8,9           | Ujengimi, chanti- och mansi-förnamn                       |

## V
| Namn          | Diameter (km) | Förklaring                                                       |
| ------------- | ------------- | ---------------------------------------------------------------- |
| Văcărescu     | 31,5          | Helene Văcărescu, rumänsk poet (1866–1947)                       |
| Vaka          | 11,8          | bulgariskt förnamn                                               |
| Valadon       | 25,2          | Suzanne Valadon, fransk målare (1865–1940)                       |
| Valborg       | 20,0          | Valborg, förnamn                                                 |
| Valentina     | 24,6          | Valentina, latinskt förnamn                                      |
| Valerie       | 13,6          | franskt förnamn                                                  |
| Vallija       | 15,2          | lettiskt förnamn                                                 |
| Vanessa       | 10,0          | Vanessa, grekiskt förnamn                                        |
| Vard          | 6,1           | armeniskt förnamn                                                |
| Varya         | 14,3          | Varja, ryskt förnamn                                             |
| Vashti        | 17,0          | persiskt förnamn                                                 |
| Vasilutsa     | 5,7           | moldaviskt förnamn                                               |
| Vassi         | 8,5           | karelskt förnamn                                                 |
| Veriko        | 5,2           | georgiskt förnamn                                                |
| Veronica      | 17,9          | Veronika, latinskt förnamn                                       |
| Vesna         | 14,9          | slaviskt förnamn                                                 |
| Veta          | 6,4           | rumänskt förnamn                                                 |
| Vigée-Lebrun  | 57,8          | Marie Vigée-Lebrun, fransk målare (1755–1842)                    |
| Viola         | 10,0          | Viola, förnamn med latinskt ursprung                             |
| Virga         | 10,3          | litauiskt förnamn                                                |
| Virginia      | 18,5          | Virginia, latinskt förnamn                                       |
| Virve         | 18,0          | estniskt förnamn                                                 |
| Vlasta        | 10,7          | tjeckiskt förnamn                                                |
| Volkova       | 47,5          | Anna Volkova, rysk kemist (1800–1876)                            |
| Volyana       | 5,3           | Voljana, romskt förnamn                                          |
| von Paradis   | 37,5          | Maria von Paradis, österrikisk pianist (1759–1834)               |
| Von Schuurman | 29,1          | Anna von Schuurman, holländsk lingvist, författare (1607–1678)   |
| Von Siebold   | 32,4          | Regina von Siebold, tysk läkare, lärare (1771–1849)              |
| von Suttner   | 24,0          | Bertha von Suttner, österrikisk journalist, pacifist (1843–1914) |
| Voynich       | 48,7          | Lilian Voynich, engelsk författare (1864–1960)                   |

## W
| Namn           | Diameter (km) | Förklaring                                                                |
| -------------- | ------------- | ------------------------------------------------------------------------- |
| Wanda          | 21,7          | polskt förnamn                                                            |
| Wang Zhenyi    | 23,4          | Wang Zhenyi, kinesisk astronom, geofysiker (1700-talet)                   |
| Warren         | 50,9          | Mercy Warren, amerikansk poet, historiker (1728–1814)                     |
| Wazata         | 13,9          | hausa-förnamn                                                             |
| Weil           | 24,2          | Simone Weil, fransk författare (1909–1943)                                |
| Wen Shu        | 31,5          | Wen Shu, kinesisk målare (1595–1634)                                      |
| Wendla         | 5,7           | svenskt förnamn                                                           |
| West           | 28,8          | Rebecca West, irländsk författare, kritiker, skådespelare (1892–1983)     |
| Wharton        | 50,5          | Edith Wharton, amerikansk författare (1862–1937)                          |
| Wheatley       | 74,8          | Phillis Wheatley, första notabla svarta författaren i Amerika (1753–1784) |
| Whiting        | 35,7          | Sarah Whiting, amerikansk fysiker, astronom (1847–1927)                   |
| Whitney        | 42,5          | Mary Whitney, amerikansk astronom (1847–1921)                             |
| Wieck          | 20,2          | Clara Wieck, tysk pianist, kompositör (1819–1896)                         |
| Wilder         | 35,1          | Laura Ingalls Wilder, amerikansk författare (1867–1957)                   |
| Willard        | 48,4          | Emma Willard, amerikansk lärare (1787–1870)                               |
| Wilma          | 12,5          | Wilma, engelskt förnamn                                                   |
| Winema         | 21,7          | Winema, modoc-indiansk hjältinna (ca 1848–1932)                           |
| Winnemucca     | 30,3          | Sarah Winnemucca, piute-tolk, aktivist (ca 1844–1891)                     |
| Wiwi-yokpa     | 4,5           | abenaki/algonkin-förnamn                                                  |
| Wollstonecraft | 44,1          | Mary Wollstonecraft, engelsk författare (1759–1797)                       |
| Woolf          | 24,5          | Virginia Woolf, brittisk författare (1882–1941)                           |
| Workman        | 17,4          | Fanny Workman, amerikansk bergsklättrare, författare (1859–1925)          |
| Wu Hou         | 27,5          | Wu Hou, kinesisk kejsarinna (ca 624–705)                                  |
| Wynne          | 10,0          | förnamn av walesiskt ursprung                                             |

## X
| Namn      | Diameter (km) | Förklaring                                 |
| --------- | ------------- | ------------------------------------------ |
| Xantippe  | 40,4          | Xantippa, Sokrates fru                     |
| Xenia     | 13,5          | grekiskt förnamn                           |
| Xi Wang   | 7,7           | kinesiskt förnamn                          |
| Xiao Hong | 38,7          | Xiao Hong, kinesisk författare (1911–1942) |
| Ximena    | 12,8          | portugisiskt förnamn                       |

Wilma

## Y
| Namn        | Diameter (km) | Förklaring                                                            |
| ----------- | ------------- | --------------------------------------------------------------------- |
| Yablochkina | 64,3          | Aleksandra Jablotjkina, rysk och sovjetisk skådespelerska (1866–1964) |
| Yakyt       | 13,8          | Jakyt, karakalpak-förnamn                                             |
| Yale        | 18,5          | Caroline Yale, amerikansk dövlärare (1848–1933)                       |
| Yambika     | 6,5           | Jambika, mari-förnamn                                                 |
| Yasuko      | 10,6          | japanskt förnamn                                                      |
| Yazruk      | 10,5          | Jazruk, nivchi-förnamn                                                |
| Yelya       | 8,6           | Jelja, nenets-förnamn                                                 |
| Yemysh      | 6,0           | Jemysj, mari-förnamn                                                  |
| Yenlik      | 8,6           | Jenglik, kazakiskt förnamn                                            |
| Yerguk      | 6,3           | Jerguk, negidaliskt förnamn, se tungusiska språk                      |
| Yeska       | 9,1           | Jeska, selkup-förnamn                                                 |
| Yetta       | 9,0           | Jetta, av Henrietta, tyskt förnamn                                    |
| Yokhtik     | 11,4          | Jochtik, nivchi-förnamn                                               |
| Yoko        | 5,0           | japanskt förnamn                                                      |
| Yolanda     | 11,4          | Yolanda, förnamn av grekiskt ursprung                                 |
| Yomile      | 13,6          | Jomite, basjkiriskt förnamn                                           |
| Yonge       | 42,8          | Charlotte Yonge, engelsk författare (1823–1901)                       |
| Yonok       | 9,5           | koreanskt förnamn                                                     |
| Yonsuk      | 8,5           | koreanskt förnamn                                                     |
| Yoshioka    | 16,6          | Yoshioka Yayoi, japansk läkare (ca 1871–1959)                         |
| Ytunde      | 6,1           | yoruba-förnamn                                                        |
| Yvette      | 10,6          | franskt förnamn                                                       |
| Yvonne      | 14,5          | Yvonne, franskt förnamn                                               |

## Z
| Namn        | Diameter (km) | Förklaring                                 |
| ----------- | ------------- | ------------------------------------------ |
| Zakiya      | 7,5           | arabiskt förnamn                           |
| Zamudio     | 19,0          | Adela Zamudio, boliviansk poet (1854–1928) |
| Zarema      | 5,0           | avariskt förnamn                           |
| Zdravka     | 12,5          | bulgariskt förnamn                         |
| Zeinab      | 12,5          | persiskt förnamn                           |
| Zemfira     | 11,4          | romskt förnamn                             |
| Zenobia     | 39,1          | Zenobia, drottning av Palmyra (200–talet)  |
| Zerine      | 6,5           | persiskt förnamn                           |
| Zhilova     | 53,0          | Maria Zjilova, rysk astronom (1870–1934)   |
| Zhu Shuzhen | 29,4          | Zhu Shuzhen, kinesisk poet (1126–1200)     |
| Zija        | 16,8          | azeriskt förnamn                           |
| Zina        | 9,0           | rumänskt förnamn                           |
| Živile      | 13,5          | litauiskt förnamn                          |
| Zlata       | 7,0           | serbokroatiskt förnamn                     |
| Zosia       | 10,5          | polskt förnamn                             |
| Zoya        | 20,0          | Zoja, ryskt förnamn                        |
| Zuhrah      | 5,8           | arabiskt förnamn                           |
| Zula        | 5,0           | tjetjenskt förnamn                         |
| Zulfiya     | 12,9          | uzbekiskt förnamn                          |
| Zulma       | 11,0          | spanskt förnamn                            |
| Zumrad      | 12,9          | uzbekiskt förnamn                          |
| Zurka       | 5,5           | romskt förnamn                             |
| Zvereva     | 22,9          | Lidia Zvereva, rysk flygare 1890–1916      |